# Fluconazole
Le fluconazole (DCI) est un médicament antifongique systémique, apparenté à la famille des triazolés indiqué dans le traitement des candidoses cutanéo-muqueuses et dans les mycoses liées au SIDA.
Il est commercialisé en France sous le nom de Triflucan.

## Présentations du médicament
TRIFLUCAN 50 mg : gélule (vert et blanc) 
TRIFLUCAN 50 mg/5 ml : poudre pour suspension buvable  
TRIFLUCAN 100 mg : gélule (blanc et bleu) 
TRIFLUCAN 200 mg : gélule (blanc) 
TRIFLUCAN 200 mg/5 ml : poudre pour suspension buvable

## Contre-indications, précautions
Le fluconazole est contre-indiqué dans les cas suivants :
- allergie aux imidazolés ;
- association avec le cisapride ou le pimozide, l'Halfan ;
- grossesse, allaitement.

Il requiert des précautions en cas d'insuffisance hépatique ou rénale.

## Effets secondaires
- Hépatite médicamenteuse
- Réactions allergiques cutanées graves.

La survenue de cloques impose l'arrêt du traitement et de prévenir d'urgence un médecin.
L'utilisation à fortes doses durant une durée prolongée entraîne un risque tératogène chez la femme enceinte, ce qui ne semble pas être vrai pour des doses plus usuelles. Ces dernières augmentent cependant le risque d'avortement spontané et de mortalité intra-utérine.

## Mode d'emploi
Ce médicament peut être pris indifféremment au cours ou en dehors des repas. Les gélules doivent être avalées telles quelles avec un verre d'eau.

## Posologie usuelle
Adulte : elle est variable selon la nature des indications.
Par exemple :
- candidoses buccales : 50 mg 1 fois par jour pendant 7 à 14 jours ;
- cryptococcoses : 400 mg par jour pendant 6 à 8 semaines, puis 200 mg par jour ;
- autres candidoses graves : de 100 mg à 400 mg par jour, selon la sévérité de l'infection.

Enfant : la posologie varie en fonction du poids de l'enfant et de la sévérité de la maladie.

## Divers
Le fluconazole fait partie de la liste des médicaments essentiels de l'Organisation mondiale de la santé (liste mise à jour en avril 2013).